# Terpersie Castle
Terpersie Castle ist ein Tower House aus dem 16. Jahrhundert im Dorf Tullynessle, etwa fünf Kilometer nordwestlich von Alford in der schottischen Council Area Aberdeenshire. Historic Scotland listet es als historisches Bauwerk der Kategorie A.

## Geschichte
Das kleine Tower House mit Z-förmigem Grundriss ließ 1561 der Clan Gordon errichten. 1665 wurde es nach einem Brand restauriert. Nach 1885 wurde es aufgegeben und verfiel den größten Teil des 20. Jahrhunderts hindurch. In den 1980er-Jahren restaurierten die Architekten William Cowie Partnership die Burg als Wohnhaus.

## Beschreibung
Terpersie Castle ist eines der ersten Tower Houses mit Z-förmigem Grundriss. Es besteht aus einem rechteckigen Hauptblock mit Rundtürmen an gegenüberliegenden Ecken. Der Hauptblock von Terpersie Castle hat eine Grundfläche von 8,5 Metern × 5,5 Metern und die beiden Rundtürme einen Durchmesser von 5,2 Metern.